# Alexandru Imre
Alexandru (Sanyi) Imre (n. 16 octombrie 1924, Mureș-Oșorhei, România – d. 13 septembrie 1980) a fost un dirijor, aranjor, compozitor clarinetist și saxofonist din România.
Beneficiind de un mediu familial propice apropierii de timpuriu de arta sunetelor în orașul natal Târgu Mureș (tatăl – Arpad,  secui de origine, a fost clarinetist al Filarmonicii tîrgumureșene, în orele libere cântând jazz; iar fiica – Margit, sora lui Alexandru, a studiat pianul), adolescentul Imre a plecat la Cluj (în 1940, după absolvirea liceului),  el urmând cursurile Academiei de Muzică și Artă Dramatică din municipiul transilvan. De menționat că pe perioada ocupației horthyste din anii ’40, fiul Alexandru și tatăl Arpad luați prizonieri, au ajuns într-un lagăr german, de unde au fost după un timp eliberați, revenind în țară.
Pe la mijlocul veacului trecut, Alexandru Imre, instrumentist  (clarinet, saxofon alto) free lance în București, a devenit în perioada 1951 – 1957 prim clarinetist al Orchestrei Simfonice a Cinematografiei. După ce pianistul / dirijorul Theodor Cosma a plecat la Paris, Alexandru Imre din anul 1957 doar component al Orchestrei Electrecord, a preluat în 1963 conducerea ansamblului și a deținut-o până în 1980.
Atâta timp cât s-a aflat la pupitrul Orchestrei Electrecord, solist totodată, neobositul muzician a realizat un mare număr de înregistrări valoroase, a susținut concerte și a întreprins mai multe turnee peste hotare în URSS, Suedia, Elveția, Polonia, la Festivalul de la Knokke (Belgia), dar mai ales în Germania în orașele Bonn, Bremen, Berlin, München, Bochum, Stuttgart.
A primit în 1957 „Medalia Muncii” din partea Marii Adunări Naționale a României, la Festivalul de la Mamaia a obținut în 1965 Premiul de interpretare, ca și Premiul discului .
Profesionist fără egal, a fost estimat ani la rând drept cel mai bun saxofonist improvizator și clarinetistul numărul 1 al stilurilor Dixieland și Swing în jazzul autohton.
A compus muzică pop, bossa nove, piese de jazz, muzică de scenă și de estradă. Cu imaginație și competență, a semnat numeroase aranjamente.
Alexandru Imre și-a înscris numele pe genericele albumelor Electrecord „Evergreens”, ale celor purtând numerele 3, 5, 8 (EP-ul „Dixieland”) din „Seria Jazz”, ale celor trei LP-uri din serialul discografic „Istoria jazzului”. Invitați la Dresda, la una dintre edițiile notoriului Festival de Dixieland de acolo, Alexandru Imre.și Orchestra Casei de discuri Electrecord au uimit publicul și specialiștii prin autenticitatea integrării în stil, prin fidelitatea tălmăcirii unor vechi teme de jazz tradițional american. Muzicianul s-a bucurat de prietenia și aprecierea celebrului dirijor, compozitor și instrumentist James Last.
În 1975 a luat parte la înregistrarea discului live „Jam Session la Electrecord” avîndu-l ca oaspete pe cunoscutul pianist austriac de muzică clasică și de jazz Friedrich Gulda.
S-a stins prematur din viață la vârsta de 56 de ani – în timp de conducea, întorcându-se de la un concert, în apropiere de Munchen, Germania, unde în ultimii ani a activat adesea.
Între 1951-1957 a fost prim-clarinetist al Orchestrei simfonice a Cinematografiei, după care a fost dirijor al orchestrei Electrecord.
A efectuat turnee în URSS, Germania, Elveția, Suedia etc.

## Distincții
- Medalia Muncii (15 ianuarie 1957) „cu ocazia împlinirii a 5 ani de activitate a orchestrei simfonice a cinematografiei și pentru merite artistice deosebite”[3]

## Discografie
- Discuri Electrecord (Istoria jazzului)
- Evergreens